# Luiz Corrêa de Azevedo
Luiz Corrêa de Azevedo (Ilha da Madeira, 22 de outubro de 1823 – 3 de janeiro de 1879) foi um médico brasileiro. Casou-se no Brasil com Rita Drummond, irmã de João Batista Viana Drummond (Barão de Drummond).
Doutorado pela Faculdade de Medicina do Rio de Janeiro em 1852, defendendo a tese “A Medicina Legal da gravidez e do parto”. Foi eleito membro da Academia Nacional de Medicina em 1859, com o número acadêmico 77, na presidência de Antonio da Costa.